# Marta Robles
Pour les articles homonymes, voir Robles.
Marta Robles, née le 30 juin 1963 à Madrid, est une journaliste et écrivaine espagnole. 

## Biographie
De son nom complet Marta Susana Robles Gutiérrez, Marta Robles est diplômée de l'université complutense de Madrid dans la section sciences de l'information. Elle travaille ensuite pour la revue Tiempo en 1987. 
En 1989, elle présente le programme Caliente y frío de Radio Inter.[réf. nécessaire] Elle intègre ensuite, en 1989, la Cadena SER, où elle présente le programme du soir De la noche a la mañana.
En 1995, elle gagne le prix de la télévision espagnle TP de Oro de la meilleure présentatrice pour le programme A toda página. Elle présente aussi le journal télévisé de 21h00 sur la chaîne Antena 3, puis l'émission Espejo público sur la même chaîne et Está pasando de Telemadrid entre 2019 et 2021. Férue de la lecture, Marta Robles se consacre en même temps à l'écriture avec plusieurs publications. Plus récemment, elle écrit des chroniques pour la presse espagnole, notamment dans le quotidien La Razón.

## Famille
Marta Robles est la mère de trois fils qui travaillent dans le monde du spectacle : Ramón, l'aîné (Braquage final de Jaume Balagueró), Mitch, le cadet (en compétition officielle du Festival de Cannes 2025 pour le film Romería de Carla Simón) et Luis, le benjamin.

## Publications
- 1991 : El mundo en mis manos (1991, biographie), avec le journaliste Pedro José Ramírez  (ISBN 978-84-253-2248-8) ;
- 1992 : La dama del PSOE (1992, biographie de la femme politique Carmen Romero, écrite avec Almudena Bermejo[11]);
- 2003 : Parque Oceanográfico Universal de Valencia (essai), sur l'aquarium L'Oceanogràfic de Valence;
- 2008 : Diario de una cuarentona embarazada (roman);
- 2010 : Madrid me Marta (d'après un jeu de mots Madrid me Mata (Marta), guide littéraire sur sa ville, Madrid);
- 2013 : Luisa y los espejos (roman), Prix Fernando Lara 2013;
- 2015 : Usted primero (essai), avec l'écrivaine Carmen Posadas;
- 2017 : A menos de cinco centímetros (roman);
- 2018 : La mala suerte (2018, roman);
- 2020 : La chica a la que no supiste amar (roman);
- 2021 : Pasiones carnales (2021, essai romancé);
- 2022 : Lo que la primavera hace con los cerezos (essai romancé).